# 1444 Pannonia
1444 Pannonia (1938 AE) là một tiểu hành tinh vành đai chính được phát hiện ngày 6 tháng 1 năm 1938 bởi G. Kulin ở Budapest.